# 17174 Krivitsky
17174 Krivitsky este o planetă minoră (asteroid), cu un diametru de 4,889 km, din centura de asteroizi. A fost descoperită pe 7 septembrie 1999 la Experimental Test Site⁠(d) de Lincoln Near-Earth Asteroid Research. 
Obiectul prezintă o orbită caracterizată de o semiaxă mare de 2,6359487 UAi, o excentricitate de 0,0462303, o înclinație de 10,71961 ° în raport cu ecliptica.